# Aeropuerto de Aiquile
 Aeropuerto de Aiquile (OACI: SLAQ) es un aeropuerto de uso público que sirve a Aiquile en el departamento de Cochabamba de Bolivia . La pista de aterrizaje está en la sección sur de la ciudad.